# Gernot Wagner

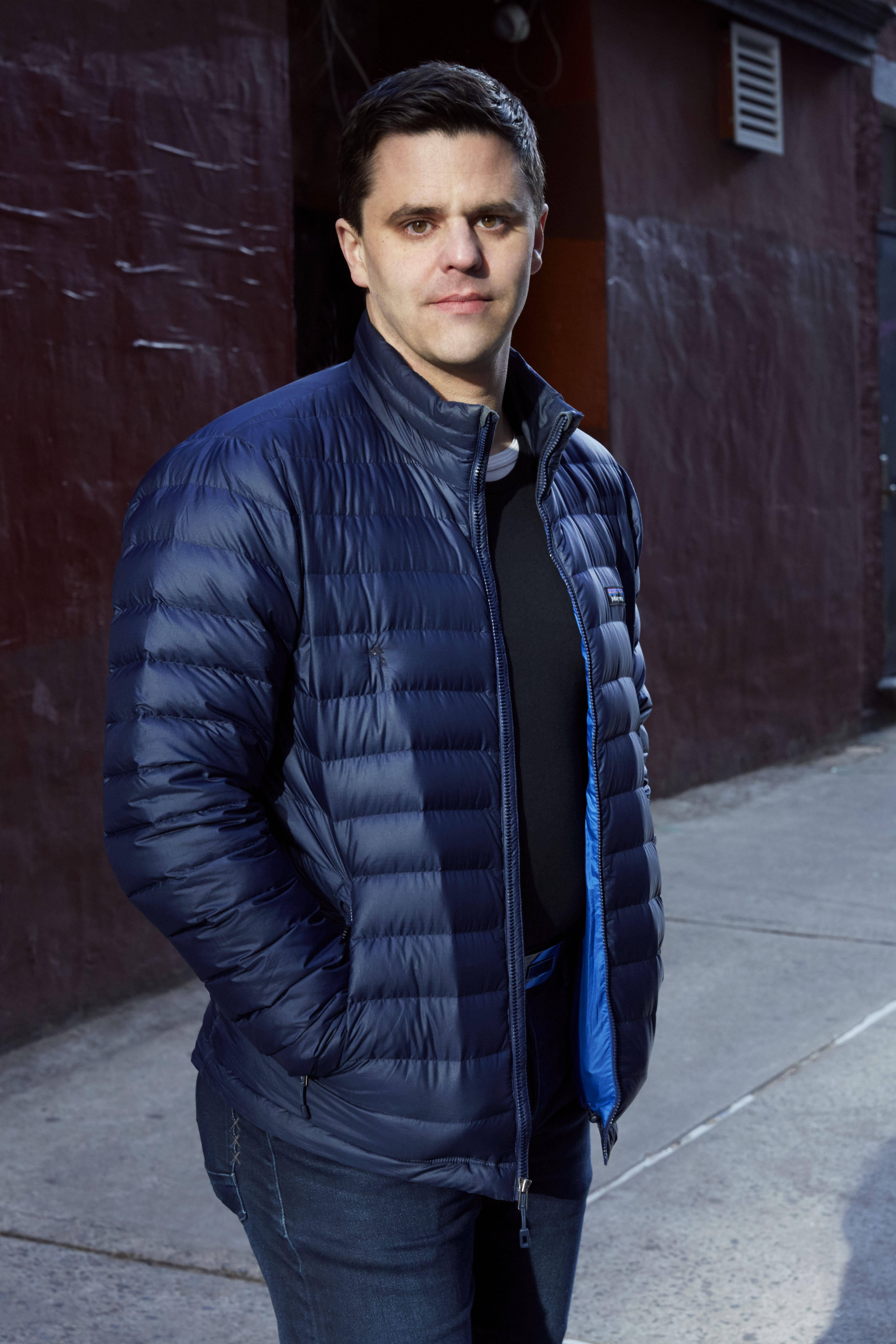
Gernot Wagner (2021)

Gernot Wagner (* 1980 in Amstetten) ist ein österreichischer Ökonom und Autor. Seit 2022 unterrichtet und forscht er an der Columbia Business School, davor an der New York University und der Harvard University. Er ist Co-Autor mit Martin L. Weitzman von Klimaschock, Wissenschaftsbuch des Jahres 2017. Das englische Original wurde von der Financial Times und McKinsey & Company zu einem der 15 besten Wirtschaftsbücher 2015 ausgezeichnet.

## Leben und Karriere
Nach der Matura im Jahr 1998 im niederösterreichischen Amstetten absolvierte er ein Studium an der Harvard University sowie der Stanford University. Anschließend schrieb er für die Financial Times in London. Nach seiner Rückkehr in die USA arbeitete er als Ökonom und dann Chefökonom („Lead Senior Economist“) bei der Umweltschutzorganisation Environmental Defense Fund in New York City, zusammen mit einem Team von Ökonomen einschließlich Thomas Sterner, Frank Convery, Nathaniel Keohane. Wagner war Teil des Sechs-Personen-Teams, das das Emissionshandelshandbuch der Weltbank geschrieben hat. Er befasst sich mit Klimaökonomie und Klimapolitik, etwa dem Trittbrettfahrerproblem im Klimaschutz.
Von 2011 bis 2016 unterrichtete er an der Columbia University in New York und schreibt regelmäßig für englische und internationale Medien. Von 2016 bis 2019 lehrte und forschte er an der Harvard University, unter anderem als Mitbegründer von Harvard's Solar Geoengineering Research Program, das er mit David Keith bis 2019 leitete. Zuletzt befasste er sich mit Geoengineering, das auch Thema von Klimaschock ist. Von 2017 bis 2019 war er Co-Direktor von Harvards Solar Geoengineering Research Programs. Von 2019 bis 2022 unterrichtete er an New York University. Seit 2022 unterrichtet er an der Columbia Business School. Er schreibt eine monatliche Kolumne für Project Syndicate. Dreizehn seiner gesammelten Kolumnen wurden als Buch unter dem Titel Climate Race publiziert.
Wagners Artikel sind in Zeitungen und Magazinen weltweit erschienen, einschließlich The New York Times, Wall Street Journal, Washington Post, Financial Times, The Guardian, Foreign Affairs, European Financial Review, Foreign Policy, Forbes, The Atlantic, Grist, WIRED, Project Syndicate, Salon.com, Die Presse, Der Standard, Die Furche (Wochenzeitung) und Wirtschaftsblatt. Er erschien in Medien von BBC, CNBC, Fox Business News, NPR, PBS NewsHour und Yahoo Business News. Die Presse erkor ihn 2022 zum Österreicher des Jahres in der Kategorie Erfolg International.
Seit 2002 ist Wagner mit Siripanth Nippita verheiratet, einer Gynäkologin am NYU Langone Medical Center und der Leiterin der Division für Familienplanung am Bellevue Hospital. Gemeinsam haben sie zwei Kinder: Annan Nippita (geboren 2011) und Sonja Nippita (geboren 2013).

## Bücher
- 2024: Climate Race: Gesammelte Kolumnen | Collected Essays, Leykam Verlag, ISBN 978-3-7011-0528-1
- 2021: Geoengineering: the Gamble, Polity Press, ISBN 978-1509543069. Auf Deutsch erschienen als: Und wenn wir einfach die Sonne verdunkeln?, Oekom-Verlag 2023,  ISBN 978-3-96238-416-6
- 2021: Stadt, Land, Klima, Christian Brandstätter Verlag, ISBN 978-3-7106-0508-6
- 2015: Climate Shock, gemeinsam mit Martin Weitzman, Princeton University Press 2015, ISBN 978-0-691-15947-8 (Financial Times-McKinsey & Company Top 15 Business Book of the Year 2015). Auf Deutsch erschienen als: Klimaschock, Ueberreuter Sachbuch 2016, ISBN 978-3-8000-7649-9 (Wissenschaftsbuch des Jahres 2017).
- 2011: But Will The Planet Notice?. New York, Hill & Wang/Farrar, Straus and Giroux, ISBN 0-8090-5207-5
- 2003: Der Rest der Welt. Ein Reiseführer für überzeugte Daheimbleiber, Wien, Ueberreuter-Verlag 2003, ISBN 3-8000-3957-5

## Auszeichnungen
- 2022: Österreicher des Jahres in der Kategorie Erfolg international[31]
- 2017: Wissenschaftsbuch des Jahres für Klimaschock, Ueberreuter Sachbuch 2016